# Вежайка (приток Иньвы)
Вежайка — река в России, протекает в Кудымкарском районе Пермского края. Устье реки находится в 195 км по левому берегу реки Иньва. Длина реки составляет 25 км.
Исток на Верхнекамской возвышенности в 5 км к северо-востоку от села Верх-Буждом. Река течёт на юго-восток, в среднем течении протекает село Москвина, в черте которого на реке плотина и запруда. Помимо него близ реки расположено несколько деревень — Вежайка, Андриянова, Валькова, Черемнова, Виль-Жукова, Харинова, Гаврукова, Калинина, Ленина.
Впадает в Иньву в селе Верх-Иньва.

## Притоки (км от устья)
- 4,2 км: река Сивъю (лв)
- 9,9 км: река Сусавожка (лв)

## Данные водного реестра
По данным государственного водного реестра России, относится к Камскому бассейновому округу, водохозяйственный участок реки — Кама от города Березники до Камского гидроузла, без реки Косьва (от истока до Широковского гидроузла), Чусовая и Сылва, речной подбассейн реки — бассейны притоков Камы до впадения Белой. Речной бассейн реки — Кама.
Код объекта в государственном водном реестре — 10010100912111100007918.